# Wielkogon
Wielkogon (Leopoldamys) – rodzaj ssaków z podrodziny myszy (Murinae) w obrębie rodziny myszowatych (Muridae).

## Rozmieszczenie geograficzne
Rodzaj obejmuje gatunki występujące w południowo-wschodniej Azji.

## Morfologia
Długość ciała (bez ogona) 178–290 mm, długość ogona 220–415 mm, długość ucha 20–45 mm, długość tylnej stopy 25–58 mm; masa ciała 204–500 g.

## Systematyka
Rodzaj (w randze podrodzaju w obrębie Rattus) zdefiniował w 1947 roku brytyjski teriolog John Ellerman w artykule zatytułowanym „Notatki na temat niektórych azjatyckich gryzoni z Muzeum Brytyjskiego”, opublikowanym w czasopiśmie Proceedings of the Zoological Society of London. Gatunkiem typowym jest (oryginalne oznaczenie) wielkogon indochiński (L. sabanus).

### Etymologia
Leopoldamys: Ellerman nie wyjaśnił znaczenia nazwy rodzajowej. Beolens i współpracownicy uważają że jedną z osób, o których Ellerman z pewnością słyszał i z którymi być może korespondował, był Aldo Leopold (1887–1948), amerykański specjalista w dziedzinie biologii środowiskowej który pracował w U.S. Forest Service w latach 1909–1933 i przeprowadził rozległe inspekcje i badania dotyczące dzikiej przyrody Ameryki Północnej; gr. μυς mus, μυος muos ‘mysz’.

### Podział systematyczny
Do rodzaju należą następujące występujące współcześnie gatunki:
| Grafika | Gatunek                 | Autor i rok opisu              | Nazwa zwyczajowa      | Podgatunki         | Rozmieszczenie geograficzne | Podstawowe wymiary                          | Status IUCN |
| ------- | ----------------------- | ------------------------------ | --------------------- | ------------------ | --- | ------------------------------------------- | ----------- |
|         | Leopoldamys herberti    | (Kloss, 1916)                  |                       | gatunek monotypowy | Bangladesz, północno-wschodnie Indie, południowo-środkowa Chińska Republika Ludowa, południowo-wschodnia Mjanma, Tajlandia, Laos, Wietnam oraz północna i zachodnia Kambodża | DC: 23–28 cm DO: 25–33 cm MC: 203–276 g     | NE          |
|         | Leopoldamys milleti     | (H.C. Robinson & Kloss, 1922)  | wielkogon wietnamski  | gatunek monotypowy | endemit Wietnamu (wyżyna Đà Lạt) | DC: 21–28 cm DO: 29–36 cm MC: brak danych   | LC          |
|         | Leopoldamys ciliatus    | (Bonhote, 1900)                | wielkogon sundajski   | gatunek monotypowy | półwyspowa Malezja i zachodnia Sumatra (Indonezja); zakres wysokości: powyżej 1000 m n.p.m.                                                                                  | DC: 21–25 cm DO: 30–39 cm MC: 204–425 g     | LC          |
|         | Leopoldamys neilli      | (J.T. Marshall, 1976)          | wielkogon tajski      | gatunek monotypowy | północna i zachodnio-środkowa Tajlandia, środkowy Laos oraz północny i zachodnio-środkowy Wietnam; zakres wysokości: 100–800 m n.p.m.                                        | DC: 20–23 cm DO: 24–30 cm MC: około 220 g   | LC          |
|         | Leopoldamys edwardsi    | (O. Thomas, 1882)              | wielkogon chiński     | gatunek monotypowy | północno-wschodnie Indie, północna Mjanma, środkowa i południowa Chińska Republika Ludowa oraz północny Wietnam (włącznie z wyspą Cát Bà; zakres wysokości: 0–1400 m n.p.m.  | DC: 21–29 cm DO: 26–31 cm MC: 230–480 g     | LC          |
|         | Leopoldamys hainanensis | (Xu Longhui & Yu Simian, 1985) |                       | gatunek monotypowy | endemit Chińskiej Republiki Ludowej (wyspa Hajnan) | DC: 18,5–25 cm DO: 23–29 cm MC: 175–385 g   | NE          |
|         | Leopoldamys sabanus     | (O. Thomas, 1887)              | wielkogon indochiński | 2 podgatunki       | południowa Mjanma, Półwysep Malajski, Wielkie Wyspy Sundajskie i kilka małych przybrzeżnych wysp; zakres wysokości: 300–3100 m n.p.m.                                        | DC: 20–27 cm DO: 27–41 cm MC: 250–500 g     | LC          |
|         | Leopoldamys siporanus   | (O. Thomas, 1895)              | wielkogon mentawajski | gatunek monotypowy | endemit Indonezji (Wyspy Mentawai (Siberut, Sipura, Północna i Południowa Pagai))                                                                                            | DC: 17,8–29 cm DO: 22–23 cm MC: brak danych | VU          |
|         | Leopoldamys diwangkarai | Maryanto & Sinaga, 2008        | wielkogon borneański  | gatunek monotypowy | endemit Indonezji (znany tylko z trzech miejsc w środkowym Borneo (Kalimantan) i zachodniej Jawy); zakres wysokości: 400–1400 m n.p.m.                                       | DC: 19,7–22 cm DO: 29–32 cm MC: brak danych | LC          |

Kategorie IUCN:  LC  – gatunek najmniejszej troski,  VU  – gatunek narażony;  NE  – gatunki niepoddane jeszcze ocenie.
Opisano również gatunki wymarłe:
- Leopoldamys edwardsioides Zheng Shaohua, 1993[12] (Chińska Republika Ludowa; plejstocen)
- Leopoldamys minutus Chaimanee, 1998[13] (Tajlandia; pliocen–plejstocen)